# Melgven
Melgven är en kommun i departementet Finistère i regionen Bretagne i västra Frankrike. Kommunen ligger i kantonen Bannalec som tillhör arrondissementet Quimper. År 2022 hade Melgven 3 388 invånare.

## Befolkningsutveckling
Antalet invånare i kommunen Melgven
Referens:INSEE